# 赤字83線
赤字83線（あかじはちじゅうさんせん）とは、1968年（昭和43年）9月に国鉄諮問委員会が提出した意見書により、「使命を終えた」としてその廃止およびバス転換を促された日本国有鉄道（国鉄）のローカル線、もしくはその廃止の取組みをいう。
この取組みは、戦時中の不要不急線の休止を別にすれば、積極的に国鉄ローカル線を廃止しようという本格的な動きであった。赤字83線の整理は中途半端に終わったことから、1980年代の国鉄末期に実施された特定地方交通線の取組みへと受け継がれていった。

## 前史

### 1950年代以前
1923年に死去した元・鉄道院運輸局長の木下淑夫は、同年に発行された遺稿「国有鉄道の将来」で、当時盛んだった地方の鉄道路線建設を批判して、輸送需要の少ない地域には鉄道よりもバスを走らせたほうがよいとの意見を述べた。第二次世界大戦後の1950年代前半からは、地方路線の建設がふたたび盛んになったが、赤字経営が問題となって、その合理化のための組織改革が行われ、マスコミでも話題になった。
国鉄の不採算路線については、1950年代から有識者による厳しい意見があった。臨時公共企業体合理化審議会（会長：原安三郎）は1954年11月4日に、「国鉄の公共性からやむを得ず建設する不採算路線については、政府がその不採算路線の結果を補うだけの資金を補助し、またはその資金に対する金利を免除もしくは補助すべし」とした。日本国有鉄道経営調査会（会長：有沢広巳）も、1956年1月12日に同様の趣旨の答申を提出し、「経営が立ち直るまでの当分のあいだ、これを中止するのが適当である」とした。日本国有鉄道基本問題懇談会が1964年11月27日に提出した意見書では、「いわゆる閑散線区については、自動車による代行輸送の実施、営業の廃止等、諸外国における例を参考として、なおいっそうの合理化を推進する必要がある」と述べた。
佐藤信之は、2023年に出版した著書で、「もともと国鉄経営は盤石でなく、つねに設備投資の原資が不足する状況のなかで政治の要求を受けて新線の建設を続けていた」「高度経済成長期に国鉄経営も黒字が定着したことから（中略）この時期も自民党議員からはローカル線の建設の要求が続き、政治家主導による新線建設の仕組みとして日本鉄道建設公団の設置に向かった」と解説した。1960年代には、イギリス、西ドイツ、フランスなどの西ヨーロッパ諸国で、赤字ローカル線の廃止が相次ぎ、この情報は日本の国鉄にも影響した。1964年度には、日本の国鉄が赤字に転落した。

### 建設線・予定線のバス転換
1957年ごろから国鉄は、建設線・予定線の沿線自治体に、鉄道新線を建設する代わりに、国鉄バスを運行することを転換した。そのモデルケースとなったのが、戦時中に線路を撤去され1944年から休止状態だった白棚線である。当初は鉄道として復旧する方針だったが、跡地を専用自動車道として整備し、1957年から国鉄バスを運行させ、運転本数や停留場を増やすことで利便性を向上させようとした。国鉄本社は、バス専用道計画を他地域にも適用させようとし、新線促進を目指していた関係者を白棚線に招き、バス化のメリットを説いた。1959年に宮守線（現：京都丹後鉄道宮福線）が建設線に昇格した時には、「自動車輸送との比較検討を行い」との条件も付けられた。しかし、ほとんどの地域は鉄道建設に固執し、バス運行に応じたのは阪本線のみだった。

### 1960年の「赤字50線」
1960年（昭和35年）4月には、国鉄が経営効率の悪い全国50線区について廃止を検討したとの報道があった。当時の国鉄には225線区あったが、そのうち黒字は東海道本線、山陽本線、信越本線、東北本線、常磐線などの15線区のみで、残る線区による赤字は年間420億円（1959年度）であった。前述の通り白棚線のバス転換が功を奏したことから、赤字線区をバス代行にする方針が登場した。
1959年秋、国鉄の全支社に赤字線の調査を命じ、1960年3月の全国支社長会議で廃止候補50線が持ち寄られた。候補に挙げられた50線は、営業係数1041であった柳ヶ瀬線を筆頭に、いずれも営業係数170以上の路線であった。1959年度の路線別赤字額は、飯山線の2億8千万円はじめ最低でも1千万円であった。廃止候補線全部の総延長は1,634 kmにのぼり、鉄道廃止後は国鉄バスを新設する専用道や府県道を利用して走らせ、1日数往復程度の閑散線をもっと便利で頻繁なバスダイヤを組めるようにする計画であった。このバス転換で、当時29億5千万円の赤字が大幅に減る見込みとされた。当時の国鉄総裁・十河信二は、「赤字線問題についての検討は最終的なところに来ており近くハラを決める。現在の鉄道よりバスの方が便利であり地方線の国鉄赤字財政も改善されるだろう」とコメントしていた。
以下の路線が候補とされた。
- 北海道支社：相生線、興浜南線、興浜北線、根北線、札沼線、標津線、深名線、瀬棚線、富内線、松前線、湧網線。
- 東北支社：津軽線、小本線、川俣線、気仙沼線、日中線。
- 関東支社：烏山線、木原線、真岡線。
- 新潟支社：赤谷線、魚沼線、只見線。
- 中部支社：飯山線、明知線、大糸線、樽見線、三国線、柳ヶ瀬線。
- 関西支社：鍛冶屋線、倉吉線、篠山線、三江北線、信楽線、北条線、三木線、名松線、若桜線。
- 広島支社：三江南線。
- 四国支社：内子線、宇和島線、鍛冶屋原線。
- 九州支社：甘木線、高森線、妻線、日ノ影線、古江線、宮原線、矢部線、山野線[5]

同年5月には、第一着手として10線区を同年度内に廃止する方針を国鉄が決めたとの報道があった。これによると、6月早々、10線の関係者に各地元の状況を打診させ、同月下旬に全国支社長会議、理事会にかけ、早ければ秋にもレール撤去に着手の予定とされた。具体的には、根北線（斜里駅 - 根室標津駅）、札沼線（札幌駅 - 石狩沼田駅）、川俣線（松川駅 - 岩代川俣駅）、魚沼線（来迎寺駅 - 西小千谷駅）、柳ヶ瀬線（木ノ本駅 - 敦賀駅）、明知線（大井駅 - 明智駅）、篠山線（篠山口駅 - 福住駅）、鍛冶屋原線（板野駅 - 鍛冶屋原駅）、内子線（五郎駅 - 内子駅）、古庄線（牟岐線の貨物支線）が挙げられた。
同年4月15日の衆議院運輸委員会では、長谷川峻・衆議院議員（自民党所属）と、十河国鉄総裁の間で、次のような質疑があった。
同年5月13日の衆議院運輸委員会では、国鉄副総裁であった吾孫子豊が、児玉末男・衆議院議員（日本社会党所属）の質問に対して、次のように答弁した。
このように、当時の国鉄首脳は、廃止を実行する可能性を否定していたが、その後の展開を見れば明らかなように、その後の国鉄内部では、赤字ローカル線廃止のための検討が水面下で続けられた。1960年に廃止候補として挙げられた路線のほとんどは、1968年の赤字83線、1980年代の特定地方交通線でも、繰り返し選定された。
廃止候補に挙げられた路線の沿線関係者からは、反対の声が相次いだ。例えば篠山線については、同年7月6日に兵庫県議会が、廃止反対の決議を満場一致で可決した。廃止候補として挙げられた路線のうち、古庄線は1961年に、柳ヶ瀬線は1964年に、それぞれ廃止された。

## 1968年・国鉄諮問委員会の「赤字83線」提言
国鉄諮問委員会は1967年10月、石田礼助総裁（当時）から「当面の財政問題について」という説明を受け、国鉄の赤字線問題を取り上げることにし、小委員会（主査：島田孝一・早稲田大学名誉教授）を発足させ検討した。1968年9月4日に諮問委員会の全体会議で意見書をまとめ、石田総裁へ提出した。意見書では、以下の要点が指摘された。
①いわゆるローカル線区の大半が、人口の過疎化、産業構造の変化、自動車の発達などで、輸送量は年々減少、それにつれ輸送量に比べ施設などが過剰の傾向を示し、国民経済的にマイナス、また、国鉄経営にとってお大きな負担となっている。
②鉄道と自動車の輸送コストを、同条件のもとで計算すると、1日1キロ当たりの輸送量が、旅客で1万5千人、貨物で2千トン以上は鉄道の方が、以下は自動車の方が、それぞれコスト安となる。
③この基準で、国鉄の線区を見ると、全体のうち88線区1万3400キロが鉄道の輸送分野、残りの7400キロが自動車の分野である。
ただ、自動車の分野とされた7400キロでも、実際にバス、トラックに切り替えられるか、鉄道網全体から見て、その線区の機能はどうか、沿線人口は減少しているかなど、9項目の基準を設けた。その結果、整理対象線区は、83線区2600キロ。いずれも、線路と並行して道路が整備され、自動車輸送に切り替えたほうが適当とされた。諮問委では、これまで国鉄・私鉄で、自動車輸送に切り替えた 柚木線（1967年に水害を理由に廃止）、杉津線（1962年の北陸トンネル開通で廃止された北陸本線の旧線である敦賀駅 - 今庄駅間）、 淡路交通鉄道線（1966年廃止）などの事例を調査し、切り替えに十分な手を打てば、地域の利便性はかえって高まるとされた。
意見書では、ローカル線が、全国均一運賃の採用で、原価の上では割高なのに、逆にバスより安い運賃になっていること。道路の新設や維持には地元負担が伴うのに、鉄道の場合は負担が無いばかりか、市町村納付金として、逆に地元財源を援助しているなどの矛盾を指摘した。自動車への切り替えが難しければ、採算の取れるような特別運賃の設定、地方公共団体が、その損失を負担するなどの方法を提案した。83線区2600キロを自動車輸送に切り替えると、今後10年間に約3千億円、20年間では9400億円も国鉄の負担が軽減され、鉄道近代化のための資金に活用できるとされた。当時、日本鉄道建設公団が建設を進めていた新線66線については、国鉄が要望する7線区（武蔵野線、 根岸線、 鹿島線、 湖西線など）を除いて建設を取りやめ、自動車輸送に合うよう計画を修正、同公団の力を新幹線網の建設に向けてほしいと望んだ。
石田国鉄総裁は、「ローカル赤字線問題は国鉄の体質改善をはかるうえで重要な問題であり、諮問委員会から廃止を勧告された線区は、地元の便益を十分確保しながら納得のいく方法で、なるべく早く自動車輸送に切り替えたい。できれば来年（引用者注：1969年）中にも、できるものから 運輸省に廃止申請を出したいと思うが、勧告された廃止赤字線区が最終的なものと決めたわけではなく、また、地元の意向を無視してごり押ししていくつもりもない。しかし、地元の理解と協力を求めたい」とコメントした。
国鉄諮問委員長であった原安三郎（当時は日本化薬社長）は、読売新聞の「時の人」欄の記事で、「『実は、廃止したい路線が七千キロ以上もある。だが、国鉄の公共性を考えて、この程度に“遠慮”した』のだそうが、連日、国会議員や地元から電話で『本気でやるのか』と、問い合わせが殺到し『あきれた』という」と紹介された。当時の原は、1962年から国鉄諮問委員長を務めていた。原は、「先進国はどこでも赤字線をバスに切りかえている。石田国鉄総裁を全面的に支援して、是が非でも意見書通り実現させてみせる」「（引用者注：国鉄は）局長も課長も二年くらいでポストがかわってしまう。それも、無難に切り抜けようという安易さしかない。仕事をバトン・タッチする意欲がない。民間会社では考えられないことだ。これじゃ職員がみんなだらけてしまう」とコメントしていた。読売の記事では、「今回の意見書は、単に赤字路線の廃止をつきつけただけではなさそうだ。どこまで、国鉄がやる気をみせ、長年かかっても実現するかどうか見届けようというのが、この人の真意と受けとれた」と解説していた。
意見書により、「使命を終えた」とされたローカル線の選定基準は次のとおりである。
1. 営業キロが100 km以下で、鉄道網全体から見た機能が低く、沿線人口が少ない。
2. 定期客の片道輸送量が3,000人以内、貨物の1日発着600 t以内。
3. 輸送量の伸びが競合輸送機関を下回り、旅客・貨物とも減少している。

など
この基準により、83線 (2,590.6 km) が選定された。

## 未達成な結果
1969年5月には、「日本国有鉄道財政再建促進特別措置法」が国会で成立した。この内容は、「昭和五十三年（引用者注：1978年）度までにその損益計算において利益が生ずるよう財政の健全性を回復することに置くものとする（第二条）」ことを目標として、そのための施策についての原則を定めたものだったが、赤字83線の廃止については、条文に明記されていない。
国鉄諮問委員会は、1970年10月21日に意見書「国鉄の経営をいかにすべきか」を総裁に提出した。これは、全国247路線、約2万1千キロを、幹線系路線と地方交通線に分け、幹線67路線、約1万キロは自主経営、残りの地方交通線180路線、約1万1千キロは地方公共団体などとの共同経営（地方公社）か廃止するかについて国が審議する、地方交通線の赤字は、国や地方公共団体が負担するとの内容であった。
各地で反対運動が盛り上がるなど、地方の抵抗が強く、赤字83線で、提言が出た直後の1969年 - 1972年に廃止できたのは、幸袋線、根北線、鍛冶屋原線、三国線、篠山線、川俣線、札沼線のみであった。赤字83線には入らなかった路線でも、胆振線（京極駅 - 脇方駅間）、舞鶴線支線（中舞鶴線、東舞鶴駅 - 中舞鶴間）は、同時期に廃止された。
1972年度国鉄予算案では、廃止までの間、運営費を国と地方自治体で補助する「地方閑散線運営費補助金」が盛り込まれたが、実現しなかった。これは、沿線住民が閑散線区の存続を望む場合、各市町村は年間3億円ずつ運行費を負担するか、または廃止に協力した場合は国鉄が各市町村に対し、鉄道１キロあたり300万円ずつ特別支給金を交付するという内容であった。
1972年（昭和47年）までに廃止されたのはわずか11線 (116.0 km) であった。この他に83線に含まれていなかった4線 (19.0 km) も廃止されており、合わせて15線 (135.0 km) が廃止されている。
しかし、この間にも日本鉄道建設公団（鉄道公団）によるローカル線建設は続行され、廃止の一方で新たなローカル線が開業し、これら新線が新たな赤字を生み出すという矛盾が生じていた。赤字83線の取組み中に開業したローカル新線は、11線 (163.0 km) で、結局差し引きほぼゼロという奇妙な状態であった。
1972年（昭和47年）7月、田中角栄が内閣総理大臣に就任すると、この赤字路線廃止の取組みはあえなく打ち切られることになった。田中は自著『日本列島改造論』において、「赤字の地方線撤去は、論外。私企業と同じ物差しで国鉄の赤字を論じて再建を語るべきではない。」と主張している。田中は鉄道公団の生みの親ともいうべき人物である。
赤字83線の整理が中途半端に終わったことが、1980年代に特定地方交通線転換への強力な取組みにつながった。赤字83線に名を挙げられながら生き残ったローカル線の多くも特定地方交通線に名を連ねたが、その大半が廃止となり、第三セクター鉄道やバスへ転換された。最終的な転換特定地方交通線の数は、奇しくも同数の83線であったが、赤字83線と特定地方交通線では選定基準が異なるため、全く同じでは無い。
一方で、「赤字」に上げられながら新規に延伸し、現在もJR線として存続している路線も存在するが、それらの路線の大半が赤字83線の挫折以後も存廃を論議されたことのある状態である。

## 赤字83線とその後
以下本項では便宜上、意見書が提出された1968年（昭和43年）9月以降、1972年（昭和47年）7月7日の田中内閣発足までを取組み期間とする。路線名称は1968年当時のもの。

### 赤字83線として廃止された路線
| 路線名             | 所在地 | 区間                | 営業 キロ | 廃止年月日     | その後・備考 |
| ------------------ | ------ | ------------------- | --------- | -------------- | --- |
| 幸袋線             | 福岡県 | 小竹 - 二瀬         | 7.6 km    | 1969年12月8日  | 廃止後は下記支線も含め西鉄バスが継承したが、1988年4月3日に嘉穂交通（現・西鉄バス筑豊）に分社化された。                                                 |
| 幸袋線（貨物支線） | 福岡県 | 幸袋 - 伊岐須       | 2.5 km    | 1969年12月8日  | 幸袋 - 川津信号場間1.6 kmは、本線との重複区間。 |
| 根北線             | 北海道 | 斜里 - 越川         | 12.8 km   | 1970年12月1日  | 斜里バス越川線に転換。 2004年4月27日バス路線廃止。 |
| 唐津線（岸嶽支線） | 佐賀県 | 山本 - 岸嶽         | 4.1 km    | 1971年8月20日  | 本線は存続。昭和自動車北波多線が継承している。 |
| 世知原線           | 長崎県 | 肥前吉井 - 世知原   | 6.7 km    | 1971年12月26日 | 跡地はサイクリングロードとなっている。代替バス路線は西肥自動車世知原線である                                                                           |
| 臼ノ浦線           | 長崎県 | 佐々 - 臼ノ浦       | 3.8 km    | 1971年12月26日 | 西肥自動車楠泊線と浅子線が代替。2016年12月に浅子線は廃止された。                                                                                       |
| 鍛冶屋原線         | 徳島県 | 板野 - 鍛冶屋原     | 6.9 km    | 1972年1月16日  | 国鉄バス（後のJR四国バス）阿波線に転換。 1996年4月1日廃止（廃止後の代替交通の節参照）。 旧鍛冶屋原線区間の代替輸送を競合する徳島バス鍛冶屋原線に統合。 |
| 篠山線             | 兵庫県 | 篠山口 - 福住       | 17.6 km   | 1972年3月1日   | 国鉄バス（後の西日本JRバス）園篠線に転換。 2002年神姫バス（現在は神姫グリーンバス）に転換。                                                            |
| 三国線             | 福井県 | 金津 - 芦原         | 4.5 km    | 1972年3月1日   | 国鉄バス金津三国線に転換。 1987年に京福バス金津・東尋坊線に転換。                                                                                      |
| 三国線（休止区間） | 福井県 | 芦原 - 三国         | 4.2 km    | 1972年3月1日   | 国鉄バス金津三国線に転換。 1987年に京福バス金津・東尋坊線に転換。                                                                                      |
| 三国線（休止区間） | 福井県 | 三国 - 三国港       | 1.0 km    | 1972年3月1日   | 京福電気鉄道三国芦原線（現在のえちぜん鉄道三国芦原線）に編入。                                                                                         |
| 宇品線             | 広島県 | 広島 - 上大河       | 2.4 km    | 1972年4月1日   | 廃止日以降も、宇品四者協定線の国鉄側線扱いで1日1便運行していたが、1986年に廃止。                                                                       |
| 川俣線             | 福島県 | 松川 - 岩代川俣     | 12.2 km   | 1972年5月14日  | 国鉄バス（後のJRバス東北）川俣線に転換。 2005年3月31日、地元自治体による代替バスに移管。                                                               |
| 札沼線（一部区間） | 北海道 | 新十津川 - 石狩沼田 | 34.9 km   | 1972年6月19日  | 国鉄バス（後のジェイ・アール北海道バス）石狩線に転換。 2003年3月1日北海道中央バスに転換。 一部区間はその後沼田町営バス北竜線に転換。                   |
| 細島線             | 宮崎県 | 日向市 - 細島       | 3.5 km    | 1972年2月1日   | 日付は旅客営業廃止日。 旅客営業廃止後も日豊本線の貨物支線として存続していたが、1993年12月1日廃止。現在は宮崎交通が近くでバス路線を運行                 |

### 赤字83線としての廃止は免れたものの、その後の取組みによって廃止された路線
| 路線名             | 所在地          | 区間                | 営業 キロ | 廃止年月日     | その後・備考 |
| ------------------ | --------------- | ------------------- | --------- | -------------- | --- |
| 気仙沼線           | 宮城県          | 南気仙沼 - 気仙沼港 | 1.6 km    | 1979年11月1日  | 貨物支線 |
| 気仙沼線           | 宮城県          | 気仙沼 - 本吉       | 21.3 km   | 2020年4月1日   | 1977年12月11日柳津 - 本吉間34.0 km延伸開業。柳津線、前谷地 - 柳津間17.5 kmを編入。 2011年3月11日の東北地方太平洋沖地震（東日本大震災）により、柳津 - 気仙沼間55.3 kmを2012年より気仙沼線BRTに転換。 2020年4月1日同区間の鉄道事業廃止。                            |
| 白糠線             | 北海道          | 白糠 - 上茶路       | 25.2 km   | 1983年10月23日 | 1972年9月8日上茶路 - 北進間7.9 km延伸開業。 後に第1次特定地方交通線に指定され全線廃止。 白糠町営バスに転換。 |
| 日中線             | 福島県          | 喜多方 - 熱塩       | 11.6 km   | 1984年4月1日   | 第1次特定地方交通線に指定され廃止。会津乗合自動車に転換。 |
| 赤谷線             | 新潟県          | 新発田 - 東赤谷     | 18.9 km   | 1984年4月1日   | 第1次特定地方交通線に指定され廃止。新潟交通に転換（現在は新潟交通観光バス）。 |
| 魚沼線             | 新潟県          | 来迎寺 - 西小千谷   | 12.6 km   | 1984年4月1日   | 第1次特定地方交通線に指定され廃止。越後交通バスに転換。 |
| 黒石線             | 青森県          | 川部 - 黒石         | 6.6 km    | 1984年11月1日  | 第1次特定地方交通線に指定され廃止。弘南鉄道黒石線に転換。 1998年4月1日鉄道路線廃止。弘南バスに転換。 |
| 妻線               | 宮崎県          | 佐土原 - 杉安       | 19.3 km   | 1984年12月1日  | 第1次特定地方交通線に指定され廃止。宮崎交通バスに転換。 |
| 宮原線             | 大分県 熊本県   | 恵良 - 肥後小国     | 26.6 km   | 1984年12月1日  | 第1次特定地方交通線に指定され廃止。 大分交通バスに転換。2013年に豊後森 - 麻生釣を除きバス廃止。 |
| 小松島線           | 徳島県          | 中田 - 小松島       | 1.9 km    | 1985年3月14日  | 第1次特定地方交通線に指定され廃止。 小松島市営バスに転換（2015年4月1日から徳島バス）。 |
| 相生線             | 北海道          | 美幌 - 北見相生     | 36.8 km   | 1985年4月1日   | 第1次特定地方交通線に指定され廃止。 北見バス（現、北海道北見バス）・津別町営バスに転換。 |
| 渚滑線             | 北海道          | 渚滑 - 北見滝ノ上   | 34.3 km   | 1985年4月1日   | 第1次特定地方交通線に指定され廃止。北紋バスに転換。 |
| 弥彦線（一部区間） | 新潟県          | 東三条 - 越後長沢   | 7.9 km    | 1985年4月1日   | 越後交通バスに転換。 |
| 北条線             | 兵庫県          | 粟生 - 北条町       | 13.8 km   | 1985年4月1日   | 第1次特定地方交通線に指定され廃止。北条鉄道北条線に転換。 |
| 三木線             | 兵庫県          | 厄神 - 三木         | 6.8 km    | 1985年4月1日   | 第1次特定地方交通線に指定され廃止。三木鉄道三木線に転換。 2008年4月1日鉄道路線廃止。神姫バスに転換。 |
| 倉吉線             | 鳥取県          | 倉吉 - 山守         | 20.0 km   | 1985年4月1日   | 第1次特定地方交通線に指定され廃止。 日本交通・日ノ丸自動車バス・中鉄バス（現、中鉄美作バス）に転換。 |
| 香月線             | 福岡県          | 中間 - 香月         | 3.5 km    | 1985年4月1日   | 第1次特定地方交通線に指定され廃止。西鉄バス（現、西鉄バス北九州）に転換。 |
| 勝田線             | 福岡県          | 吉塚 - 筑前勝田     | 13.8 km   | 1985年4月1日   | 第1次特定地方交通線に指定され廃止。西鉄バスに転換。 |
| 添田線             | 福岡県          | 香春 - 添田         | 12.1 km   | 1985年4月1日   | 第1次特定地方交通線に指定され廃止。西鉄バス（現、西鉄バス筑豊）に転換。 |
| 室木線             | 福岡県          | 遠賀川 - 室木       | 11.2 km   | 1985年4月1日   | 第1次特定地方交通線に指定され廃止。西鉄バスに転換。1996年バス廃止。 |
| 矢部線             | 福岡県          | 羽犬塚 - 黒木       | 19.7 km   | 1985年4月1日   | 第1次特定地方交通線に指定され廃止。堀川バスに転換。 |
| 岩内線             | 北海道          | 小沢 - 岩内         | 14.9 km   | 1985年7月1日   | 第1次特定地方交通線に指定され廃止。ニセコバスに転換。 |
| 興浜北線           | 北海道          | 浜頓別 - 北見枝幸   | 30.4 km   | 1985年7月1日   | 第1次特定地方交通線に指定され廃止。宗谷バスに転換。 |
| 大畑線             | 青森県          | 下北 - 大畑         | 18.0 km   | 1985年7月1日   | 第1次特定地方交通線に指定され廃止。下北交通大畑線に転換。 2001年4月1日鉄道路線廃止。下北交通バスに転換。 |
| 興浜南線           | 北海道          | 興部 - 雄武         | 19.9 km   | 1985年7月15日  | 第1次特定地方交通線に指定され廃止。北紋バスに転換。 |
| 美幸線             | 北海道          | 美深 - 仁宇布       | 21.2 km   | 1985年9月17日  | 第1次特定地方交通線に指定され廃止。名士バスに転換（現在は名士バスが美深町から受託運行）。 |
| 矢島線             | 秋田県          | 羽後本荘 - 羽後矢島 | 23.0 km   | 1985年10月1日  | 第1次特定地方交通線に指定され廃止。由利高原鉄道鳥海山ろく線に転換。 |
| 明知線             | 岐阜県          | 恵那 - 明知         | 25.2 km   | 1985年11月16日 | 第1次特定地方交通線に指定され廃止。明知鉄道明知線に転換。 |
| 内子線（一部区間） | 愛媛県          | 五郎 - 新谷         | 5.0 km    | 1986年3月3日   | 新谷 - 内子間は下記。 |
| 高森線             | 熊本県          | 立野 - 高森         | 17.7 km   | 1986年4月1日   | 第2次特定地方交通線に指定され廃止。南阿蘇鉄道高森線に転換。 |
| 富内線             | 北海道          | 鵡川 - 日高町       | 83.0 km   | 1986年11月1日  | 第2次特定地方交通線に指定され廃止。道南バスに転換。 |
| 阿仁合線           | 秋田県          | 鷹ノ巣 - 比立内     | 46.1 km   | 1986年11月1日  | 第2次特定地方交通線に指定され廃止。秋田内陸縦貫鉄道秋田内陸北線に転換。 1989年4月1日比立内 - 松葉間29.0 km延伸開業。秋田内陸南線を編入し、秋田内陸線と改称。 |
| 越美南線           | 岐阜県          | 美濃太田 - 北濃     | 72.2 km   | 1986年12月11日 | 第2次特定地方交通線に指定され廃止。長良川鉄道越美南線に転換。 |
| 宮之城線           | 鹿児島県        | 川内 - 薩摩大口     | 66.1 km   | 1987年1月10日  | 第2次特定地方交通線に指定され廃止。南国交通バスに転換。 |
| 古江線             | 鹿児島県        | 志布志 - 海潟       | 64.8 km   | 1987年3月14日  | 1972年9月9日海潟温泉（海潟） - 国分間33.5 km延伸開業。路線名を大隅線と改称。 後に第2次特定地方交通線に指定され全線廃止。鹿児島交通バス・JR九州バスに転換（後にJR九州バスは撤退）                                                                                  |
| 瀬棚線             | 北海道          | 国縫 - 瀬棚         | 48.4 km   | 1987年3月16日  | 第2次特定地方交通線に指定され廃止。函館バスに転換。 |
| 湧網線             | 北海道          | 中湧別 - 網走       | 89.8 km   | 1987年3月20日  | 第2次特定地方交通線に指定され廃止。網走バスに転換。 2010年10月1日、網走バスが中湧別 - 常呂間から撤退（一部区間は沿線の自治体バスとして存続）。 |
| 佐賀線             | 佐賀県 福岡県   | 佐賀 - 瀬高         | 24.1 km   | 1987年3月28日  | 第2次特定地方交通線に指定され廃止。 西鉄バス・佐賀市営バス・堀川バスに転換（1998年に佐賀市営バスは撤退）。 |
| 信楽線             | 滋賀県          | 貴生川 - 信楽       | 14.8 km   | 1987年7月13日  | 第1次特定地方交通線に指定され廃止。信楽高原鐵道信楽線に転換。 |
| 会津線（一部区間） | 福島県          | 西若松 - 会津滝ノ原 | 57.4 km   | 1987年7月16日  | 第2次特定地方交通線に指定され廃止。会津鉄道会津線に転換。 |
| 岩日線             | 山口県          | 川西 - 錦町         | 32.7 km   | 1987年7月25日  | 第2次特定地方交通線に指定され廃止。錦川鉄道錦川清流線に転換。 |
| 若桜線             | 鳥取県          | 郡家 - 若桜         | 19.2 km   | 1987年10月14日 | 第1次特定地方交通線に指定され廃止。若桜鉄道若桜線に転換。 |
| 山野線             | 熊本県 鹿児島県 | 水俣 - 栗野         | 55.7 km   | 1988年2月1日   | 第2次特定地方交通線に指定され廃止。南国交通バスに転換。 |
| 木原線             | 千葉県          | 大原 - 上総中野     | 26.9 km   | 1988年3月24日  | 第1次特定地方交通線に指定され廃止。いすみ鉄道いすみ線に転換。 |
| 能登線             | 石川県          | 穴水 - 蛸島         | 61.1 km   | 1988年3月25日  | 第3次特定地方交通線に指定され廃止。のと鉄道能登線に転換。 2005年4月1日鉄道路線廃止。能登中央バス・奥能登観光開発バス（両社とも現、北鉄奥能登バス）に転換。 |
| 中村線             | 高知県          | 窪川 - 土佐佐賀     | 20.7 km   | 1988年4月1日   | 1970年10月1日土佐佐賀 - 中村間22.7 km延伸開業。 後に第3次特定地方交通線に指定され全線廃止。土佐くろしお鉄道中村線に転換。 |
| 真岡線             | 茨城県 栃木県   | 下館 - 茂木         | 42.0 km   | 1988年4月11日  | 第2次特定地方交通線に指定され廃止。真岡鐵道真岡線に転換。 |
| 長井線             | 山形県          | 赤湯 - 荒砥         | 30.6 km   | 1988年10月25日 | 第3次特定地方交通線に指定され廃止。山形鉄道フラワー長井線に転換。 |
| 日ノ影線           | 宮崎県          | 延岡 - 日ノ影       | 37.6 km   | 1989年4月28日  | 1972年7月22日日ノ影 - 高千穂間12.5 km延伸開業。高千穂線と改称。 後に第2次特定地方交通線に指定され廃止。高千穂鉄道高千穂線に転換。 2005年9月6日の台風14号による豪雨によって被災し、長期休止後2008年12月28日全線廃止（詳細は路線記事参照）。 宮崎交通バスにて代替。 |
| 標津線             | 北海道          | 標茶 - 根室標津     | 69.4 km   | 1989年4月30日  | 第2次特定地方交通線に指定され廃止。阿寒バスに転換。 |
| 標津線             | 北海道          | 中標津 - 厚床       | 47.5 km   | 1989年4月30日  | 第2次特定地方交通線に指定され廃止。根室交通バスに転換。 |
| 湯前線             | 熊本県          | 人吉 - 湯前         | 24.9 km   | 1989年10月1日  | 第3次特定地方交通線に指定され廃止。くま川鉄道湯前線に転換。 |
| 鍛冶屋線           | 兵庫県          | 野村 - 鍛冶屋       | 13.2 km   | 1990年4月1日   | 第3次特定地方交通線に指定され廃止。神姫バスに転換。 |
| 大社線             | 島根県          | 出雲市 - 大社       | 7.5 km    | 1990年4月1日   | 第3次特定地方交通線に指定され廃止。一畑電気鉄道バスに転換（現在は一畑バス）。 |
| 深名線             | 北海道          | 深川 - 名寄         | 121.8 km  | 1995年9月4日   | JR北海道バス（現在はジェイ・アール北海道バス）に転換。 |
| 可部線（一部区間） | 広島県          | 可部 - 加計         | 32.0 km   | 2003年12月1日  | 1969年7月27日加計 - 三段峡間14.2 km延伸開業。 非電化区間（可部 - 三段峡間46.2 km）2003年12月1日廃止。 広電バス・広島交通バスに転換。 2017年3月4日に可部 - 河戸間相当（あき亀山）の区間を電化の上で復活開業。                                                      |
| 小本線             | 岩手県          | 茂市 - 浅内         | 31.2 km   | 2014年4月1日   | 1972年2月6日浅内 - 岩泉間7.4 km延伸開業。岩泉線と改称。 第2次特定地方交通線に指定されたが代替道路未整備のため取り下げ。 岩泉線の一部区間として存続したが、2010年7月31日に災害のため全線運休。 2014年4月1日廃止。東日本交通バスに転換。                            |
| 江差線             | 北海道          | 木古内 - 江差       | 42.1 km   | 2014年5月12日  | 北海道新幹線開業に先立ち廃止。函館バスに転換。 |
| 江差線             | 北海道          | 木古内 - 五稜郭     | 37.8 km   | 2016年3月26日  | 北海道新幹線開業に伴い廃止。道南いさりび鉄道に移管。 |
| 三江北線           | 島根県          | 江津 - 浜原         | 50.1 km   | 2018年4月1日   | 1975年8月31日浜原 - 口羽間26.9 km間延伸開業。三江南線を編入し、三江線と改称。 三江線の一部区間として存続したが、2018年4月1日廃止。石見交通バス・大和観光バスに転換。                                                                                              |
| 三江南線           | 広島県 島根県   | 三次 - 口羽         | 28.4 km   | 2018年4月1日   | 1975年8月31日三江北線に編入され、三江線と改称。 三江線の一部区間として存続したが、2018年4月1日廃止。備北交通バスなどに転換。 |

### 存続している路線
| 路線名                 | 所在地           | 区間              | 営業 キロ | その後・備考 |
| ---------------------- | ---------------- | ----------------- | --------- | --- |
| 八戸線（一部区間）     | 青森県           | 鮫 - 久慈         | 53.1 km   | 東北新幹線開業後、JRの路線としては孤立路線となっている。 |
| 大湊線                 | 青森県           | 野辺地 - 大湊     | 58.4 km   | 同上。 |
| 会津線（一部区間）     | 福島県           | 会津宮下 - 只見   | 43.0 km   | 1971年8月29日会津若松 - 会津宮下 - 只見間88.4 kmを只見線へ編入。只見線の一部区間として存続。 会津川口 - 只見間27.6 kmは2022年10月1日より福島県との上下分離方式に移行。              |
| 只見線                 | 新潟県           | 小出 - 大白川     | 26.0 km   | 1971年8月29日只見 - 大白川間20.8 km延伸開業。会津線、会津若松 - 只見間を編入。 |
| 烏山線                 | 栃木県           | 宝積寺 - 烏山     | 20.4 km   | |
| 越美北線               | 福井県           | 南福井 - 勝原     | 43.1 km   | 1972年12月15日勝原 - 九頭竜湖間10.2 km延伸開業。 1987年4月1日起点を越前花堂に変更。 愛称：九頭竜線                                                                                  |
| 名松線                 | 三重県           | 松阪 - 伊勢奥津   | 43.5 km   | 第2次特定地方交通線に指定されたが代替道路未整備のため取り下げ。 |
| 参宮線（一部区間）     | 三重県           | 伊勢市 - 鳥羽     | 14.1 km   | |
| 宇和島線               | 愛媛県・高知県   | 北宇和島 - 江川崎 | 33.6 km   | 1974年3月1日江川崎 - 若井間42.7 km延伸開業。予土線と改称。 予土線の一部区間として存続。                                                                                             |
| 鳴門線                 | 徳島県           | 池谷 - 鳴門       | 8.3 km    | |
| 牟岐線（一部区間）     | 徳島県           | 阿南 - 牟岐       | 43.3 km   | 1973年10月1日牟岐 - 海部間11.6 km延伸開業。2020年11月1日阿波海南 - 海部間1.5 kmを廃止し、阿佐海岸鉄道に移管。                                                                       |
| 内子線（一部区間）     | 愛媛県           | 新谷 - 内子       | 5.3 km    | 1986年3月3日予讃本線向井原 - 内子間及び新谷 - 伊予大洲間の延伸開業によりその短絡ルートに組み込まれ、喜多山 - 内子（新・内子）間4.1 kmは新ルートに変更。 同時に五郎 - 新谷間は廃止。 |
| 香椎線（一部区間）     | 福岡県           | 香椎 - 宇美       | 14.1 km   | |
| 指宿枕崎線（一部区間） | 鹿児島県         | 山川 - 枕崎       | 37.9 km   | |
| 日南線                 | 宮崎県・鹿児島県 | 南宮崎 - 志布志   | 89.0 km   | |

## 同時期に廃止された83線以外の路線
| 路線名                 | 所在地 | 区間                  | 営業 キロ | 廃止年月日    | その後・備考 |
| ---------------------- | ------ | --------------------- | --------- | ------------- | --- |
| 胆振線（脇方支線）     | 北海道 | 京極 - 脇方           | 7.5 km    | 1970年11月1日 | |
| 五日市線（一部区間）   | 東京都 | 武蔵五日市 - 武蔵岩井 | 2.7 km    | 1971年2月1日  | 武蔵五日市 - 大久野間2.1 kmの貨物営業は1982年11月15日廃止。貨物輸送はトラック代替、旅客輸送は西東京バスの五20系統が代替。                                                                                      |
| 吾妻線（一部区間）     | 群馬県 | 長野原 - 太子         | 5.8 km    | 1971年5月1日  | 1970年11月1日以降休止。廃線後は国鉄バス（→ジェイアールバス関東）の花敷線が引き継いだが、2009年3月31日限りで廃止。六合村が引き継いだが、2010年3月28日に中之条町に合併され、中之条町営バスとして運行されている。 |
| 函館本線（南美唄支線） | 北海道 | 美唄 - 南美唄         | 3.0 km    | 1971年8月20日 | 貨物営業は1973年9月9日廃止。後継のバス路線は北海道中央バスが運行していたが、2005年4月に美唄市内路線から撤退したため、美唄自動車学校が実質的に継承している。                                                    |

## （参考）赤字83線取組み以降、国鉄分割民営化までに開業したローカル線
赤字83線取組み終了後に開業した指定路線の延長区間については上記参照。（具体的には、白糠、阿仁合、古江、日ノ影、気仙沼、越美北、三江、宇和島、牟岐の各線）

### 赤字83線取組み期間中に開業したもの

#### 赤字83線指定路線以外の路線
| 路線名 | 所在地 | 区間              | 営業 キロ | 開業年月日     | その後・備考 |
| ------ | ------ | ----------------- | --------- | -------------- | --- |
| 柳津線 | 宮城県 | 前谷地 - 柳津     | 17.5 km   | 1968年10月24日 | 1977年12月11日気仙沼線へ編入。 |
| 盛線   | 岩手県 | 盛 - 綾里         | 9.0 km    | 1970年3月1日   | 1973年7月1日綾里 - 吉浜間12.5 km延伸開業。 第1次特定地方交通線に指定され、1984年4月1日廃止。 三陸鉄道南リアス線（2019年3月23日より案内上はリアス線）に転換。 |
| 鹿島線 | 茨城県 | 香取 - 鹿島神宮   | 14.2 km   | 1970年8月20日  | |
| 鹿島線 | 茨城県 | 鹿島神宮 - 北鹿島 | 3.2 km    | 1970年11月12日 | 貨物営業のみ。 1978年7月25日旅客営業開始、1983年12月1日旅客営業廃止。 1985年3月14日旅客営業再開。                                                            |
| 岡多線 | 愛知県 | 岡崎 - 北野桝塚   | 8.7 km    | 1970年10月1日  | 貨物営業のみ。1976年4月26日北野桝塚 - 新豊田間延伸開業、旅客営業開始。 第3次特定地方交通線に指定され、1988年1月31日廃止。愛知環状鉄道に転換。                |
| 角館線 | 秋田県 | 角館 - 松葉       | 19.2 km   | 1970年11月1日  | 第1次特定地方交通線に指定され、1986年11月1日廃止。 秋田内陸縦貫鉄道秋田内陸南線に転換。1989年4月1日秋田内陸北線に編入され、秋田内陸線と改称。                |
| 吾妻線 | 群馬県 | 長野原 - 大前     | 13.3 km   | 1971年3月7日   | |
| 宮古線 | 岩手県 | 宮古 - 田老       | 12.8 km   | 1972年2月27日  | 第1次特定地方交通線に指定され、1984年4月1日廃止。 三陸鉄道北リアス線（2019年3月23日より案内上はリアス線）に転換。                                            |

#### 赤字83線指定路線の延長区間
| 路線名 | 所在地 | 区間            | 営業 キロ | 開業年月日    | その後・備考                                                                       |
| ------ | ------ | --------------- | --------- | ------------- | ---------------------------------------------------------------------------------- |
| 可部線 | 広島県 | 加計 - 三段峡   | 14.2 km   | 1969年7月27日 | 2003年12月1日廃止。広島電鉄バス・広島交通バスに転換。                              |
| 中村線 | 高知県 | 土佐佐賀 - 中村 | 22.7 km   | 1970年10月1日 | 第3次特定地方交通線に指定され、1988年4月1日廃止。土佐くろしお鉄道中村線に転換。    |
| 只見線 | 福島県 | 只見 - 大白川   | 20.8 km   | 1971年8月29日 |                                                                                    |
| 岩泉線 | 岩手県 | 浅内 - 岩泉     | 7.4 km    | 1972年2月6日  | 2010年7月31日の土砂崩れにより全線運休。 2014年4月1日に廃止。東日本交通バスに転換。 |

### 赤字83線取組み終了後に開業した、赤字83線指定路線以外の路線
| 路線名 | 所在地 | 区間              | 営業 キロ | 開業年月日    | その後・備考 |
| ------ | ------ | ----------------- | --------- | ------------- | --- |
| 盛線   | 岩手県 | 綾里 - 吉浜       | 12.5 km   | 1973年7月1日  | 第1次特定地方交通線に指定され、1984年4月1日廃止。 三陸鉄道南リアス線（2019年3月23日より案内上はリアス線）に転換。 |
| 久慈線 | 岩手県 | 久慈 - 普代       | 26.0 km   | 1975年7月20日 | 第1次特定地方交通線に指定され、1984年4月1日廃止。 三陸鉄道北リアス線（2019年3月23日より案内上はリアス線）に転換。 |
| 岡多線 | 愛知県 | 北野桝塚 - 新豊田 | 10.8 km   | 1976年4月26日 | 第3次特定地方交通線に指定され、1988年1月31日廃止。愛知環状鉄道に転換。                                            |